# 响岩

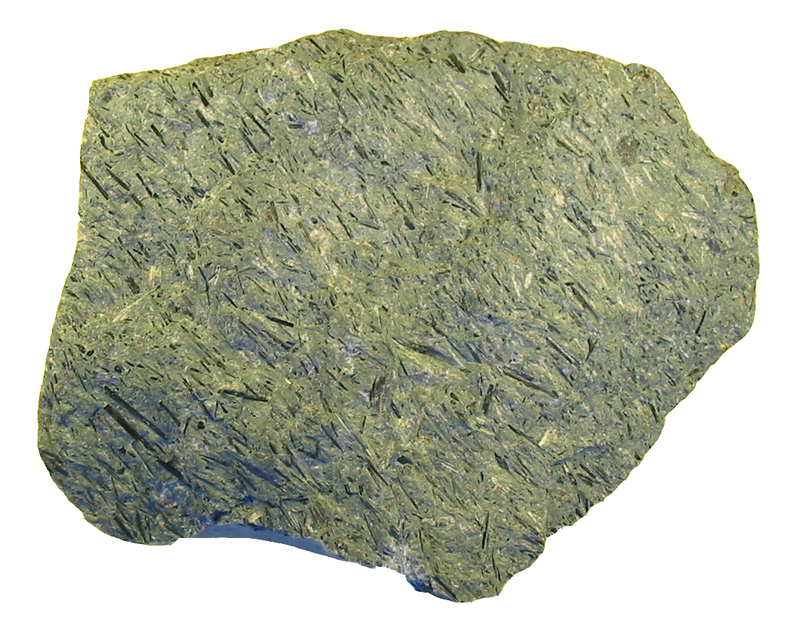

响岩是一种喷出火成岩，属于碱性火成岩，由于沿其节理击碎时能发出各种悦耳的响声，所以被称为“响”岩。
响岩具有斑状或隐晶结构，成分类似正长石，响岩在地球上分布并不多，都是小型岩流，在中国更少见，在江苏、辽宁、山西小范围内可以见到，其中含有金和铜矿。